# Peter Dronke
Ernst Peter Michael Dronke (* 30. Mai 1934 in Köln; † 19. April 2020) war ein britischer mittellateinischer Philologe deutscher Herkunft.
Peter stammte väterlicherseits aus einer Akademikerfamilie, oft Freidenkern, seine Mutter war die Berliner Schauspielerin Maria Kronfeld, die wegen ihrer jüdischen Herkunft trotz ihrer katholischen Konfession ein Auftrittsverbot erhielt. Der Vater gab sein Richteramt auf und die Familie ging nach England ins Exil, Peter zog 1939 noch im Kindesalter mit seiner Familie weiter nach Neuseeland. Er studierte dort an der Victoria University in Wellington. Nach dem Bachelor- und Magistergrad ging er 1955 mit einem Stipendium an das Magdalen College, eines der älteren Colleges der Universität Oxford. Im Jahre 1961 wurde er Dozent („Lecturer“) für Mittellateinische Philologie an der Universität Cambridge, ab 1989 als ordentlicher Professor und Lehrstuhlinhaber im selben Fach. Im Jahre 2001 wurde er emeritiert. Dronke galt international als einer der renommiertesten Vertreter der Mittellateinischen Philologie. 1984 wurde er in die British Academy aufgenommen. Er war korrespondierendes Mitglied der Österreichischen Akademie der Wissenschaften. 2001 erschien eine ihm gewidmete internationale Festschrift unter dem Titel  Poetry and Philosophy in the Middle Ages. Er beteiligte sich an der Debatte um die Existenz einer Schule von Chartres.
Peter Dronke war mit der Sprach- und Literaturwissenschaftlerin Ursula Dronke (1920–2012) verheiratet, an deren Veröffentlichungen er zum Teil auch mitwirkte. Er starb im April 2020 im Alter von 85 Jahren nach einem Nierenversagen.

## Schriften
- Medieval Latin and the Rise of the European Love-Lyric. 2 Bände (Bd. 1: Problems and Interpretations. Bd. 2: Medieval Latin Love-Poetry. Texts newly edited from the Manuscripts and for the most Part previously unpublished.). Clarendon Press u. a., Oxford u. a. 1965–1966.
- The Medieval Lyric (= Modern Languages and Literature. 116). Hutchinson, Oxford 1968, ISBN 0-09-086450-6.
  - deutsch: Die Lyrik des Mittelalters. Eine Einführung. Aus dem Englischen übertragen von Peter Hasler. Beck, München 1973, ISBN 3-406-03535-3.
- Fabula. Explorations into the uses of Myth in Medieval Platonism (= Mittellateinische Studien und Texte. 9). Brill, Leiden u. a. 1974, ISBN 90-04-03988-0.
- The Medieval Poet and his World (= Storia e Letteratura. 164, ZDB-ID 847362-6). Edizioni di Storia e Letteratura, Rom 1984.
- Intellectuals and Poets in Medieval Europe (= Storia e Letteratura. 183). Edizioni di Storia e Letteratura, Rom 1992.
- Verse with Prose from Petronius to Dante. The Art and Scope of the Mixed Form (= Carl Newell Jackson lectures. 1992). Harvard University Press, Cambridge MA u. a. 1994, ISBN 0-674-93475-X.
- Sources of Inspiration. Studies in Literary Transformation, 400–1500 (= Storia e Letteratura. 196). Edizioni di Storia e Letteratura, Rom 1997, ISBN 88-900138-3-4.
- Imagination in the Late Pagan and Early Christian World. The First Nine Centuries A.D. (= Millennio medievale. 42 = Millennio medievale. Strumenti e studi. Nuova Seria, 4). SISMEL, Tavarnuzze (Florenz) 2003, ISBN 88-8450-046-X.
- Forms and Imaginings. From Antiquity to the Fifteenth Century (= Storia e Letteratura. 243). Edizioni di Storia e Letteratura, Rom 2007, ISBN 978-88-8498-371-8.
- The Spell of Calcidius. Platonic Concepts and Images in the Medieval West (= Millennio medievale. 74 = Millennio medievale. Strumenti e studi. Nuova Seria, 17). SISMEL, Florenz 2008, ISBN 978-88-8450-270-4.
- Sacred and profane Thought in the early Middle Ages (= Millennio medievale. 109 = Millennio medievale. Strumenti e studi. Nuova Seria, 41). SISMEL, Florenz 2016, ISBN 978-88-8450-704-4.